# Long Duration Exposure Facility
Il Long Duration Exposure Facility, o LDEF, è stato un satellite di forma cilindrica e dalle dimensioni di uno scuolabus, progettato e realizzato per fornire dati sperimentali sull'ambiente spaziale e sui suoi effetti sui sistemi spaziali, sui materiali impiegati nella costruzione di questi ultimi, sulle operazioni da essi svolte e sulla sopravvivenza di alcuni tipi di spore. Il satellite fu posto in un'orbita terrestre bassa dallo Space Shuttle Challenger nel corso della missione STS-41-C, nell'aprile del 1984. Il piano di volo originario del LDEF prevedeva che esso fosse recuperato nel marzo 1985 ma, dopo una serie di ritardi, esso fu riportato sulla Terra solo nel gennaio 1990 dallo Space Shuttle Columbia, nel corso della missione STS-32.
Il satellite effettuò esperimenti scientifici e tecnologici per più di cinque anni e mezzo, fornendo un'ampia e dettagliata raccolta di dati sull'ambiente spaziale. I 69 mesi di permanenza nello spazio del LDEF fornirono dati sperimentali sugli effetti a lungo termine dell'esposizione all'ambiente spaziale di materiali, componenti e sistemi, di cui i progettisti di navette spaziali della NASA beneficiano ancora oggi.

## Storia
Quando gli scienziati compresero le potenzialità che aveva l'appena progettato Space Shuttle di trasportare un carico nello spazio, lasciarlo lì per un'esposizione di lungo termine al rigido ambiente spaziale e, con un'altra missione, recuperarlo e riportarlo sulla Terra, si aprirono le porte a tutta una serie di progetti di questo tipo. Il prototipo del LDEF si evolse quindi dal progetto di una navetta proposta nel 1970 dal Centro di ricerche Langley della NASA per lo studio dell'esposizione ai meteoroidi spaziali, il Meteoroid and Exposure Module (MEM). Il progetto del LDEF fu approvato nel 1974 e il satellite fu quindi costruito dallo stesso Langley Research Center.
Il LDEF fu concepito per essere riutilizzato e rimesso in orbita, ogni volta con nuovi esperimenti, circa ogni 18 mesi ma, dopo l'inizialmente non prevista estensione della prima missione, la struttura stessa fu considerata come parte integrante di un esperimento e approfonditamente studiata al suo rientro prima di essere definitivamente messa in magazzino.

## Lancio e messa in orbita
Dopo essere partito il 6 aprile 1984 dal Complesso di lancio 39 del Kennedy Space Center, l'equipaggio della missione STS-41-C dello Space Shuttle Challenger mise in orbita il LDEF il 7 aprile 1984 ponendolo su una traiettoria quasi circolare ad un'altezza di circa 480 km.

## Disegno e struttura
Il LDEF aveva la forma di un prisma a dodici facce alto circa 9,15 m, largo 4,3 m e dal peso di più di 9.700 kg. Su ognuna delle facce laterali erano stati predisposti cinque o sei esperimenti ed altri ancora erano stati alloggiati sulle altre due facce. In totale, i 57 esperimenti posti sul LDEF erano stati sistemati in 86 siti posti sulle varie facce.

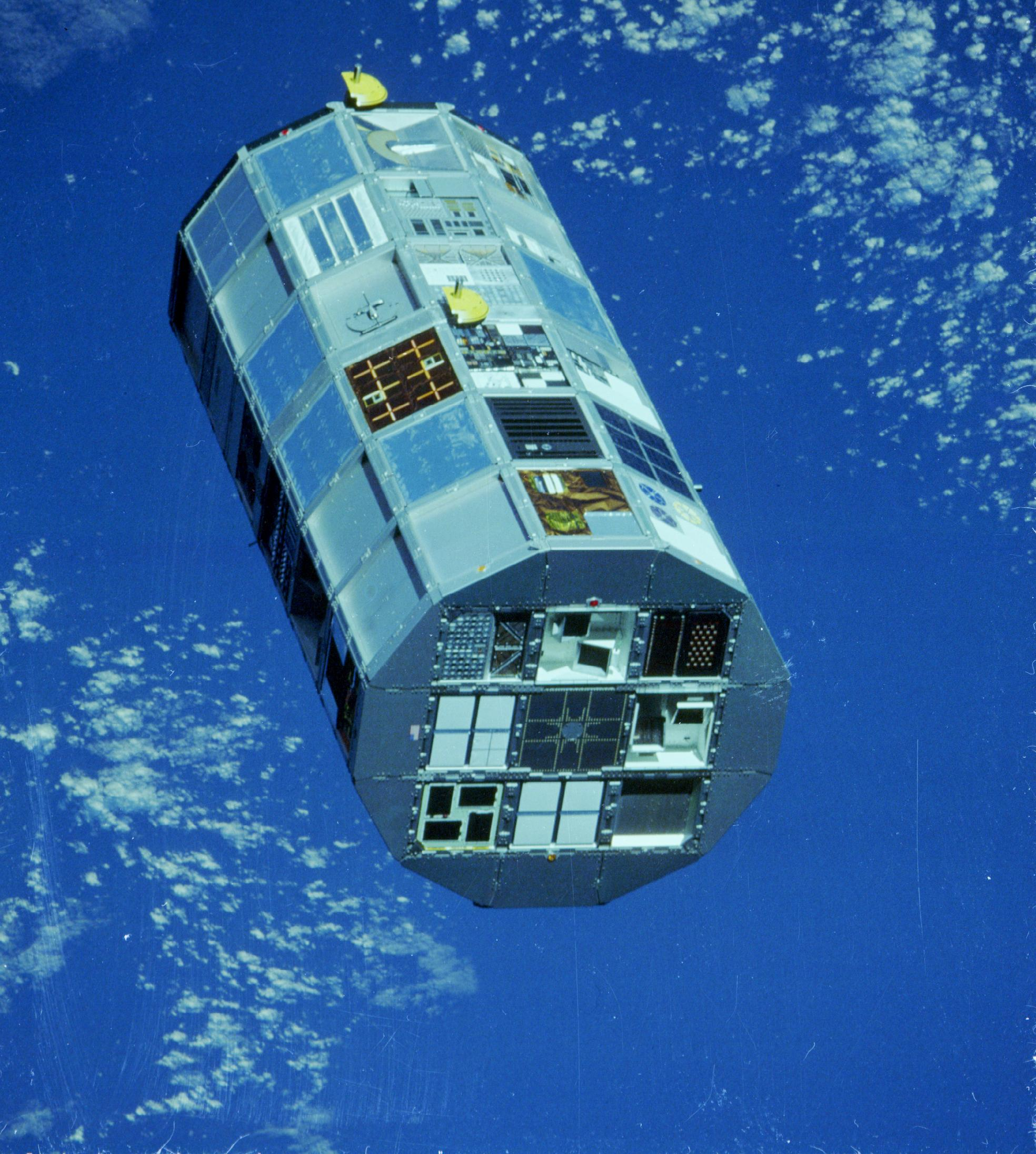
Il LDEF in orbita. Sulle facce del satellite sono evidenti i vari siti ospitanti i differenti esperimenti.

Il satellite era stato progettato per volare con una delle due facce, superiore o inferiore, sempre rivolta verso il centro della Terra. La stabilizzazione dell'orientazione del LDEF era raggiunta tramite la tecnica a gradiente di gravità e una distribuzione delle masse volta a ottenere e mantenere una stabilità triassiale nell'orbita. In conseguenza a questo, non era necessaria la presenza di alcun sistema di propulsione o di altri sistemi di controllo di assetto, facendo sì che il LDEF risultasse libero dalle forze di accelerazione e da contaminanti derivanti dalla combustione. Al fine di contenere e frenare l'iniziale oscillazione dovuta alla messa in orbita, era anche presente un sistema di smorzatori magnetici e viscosi.
Il LDEF era dotato di due agganci, chiamati "Grapple Fixture" (letteralmente: applicazioni a rampino), utilizzati per facilitare la presa con il braccio robotico dello Space Shuttle, il Remote Manipulator System. Uno dei due agganci era dotato di connessioni elettriche cosicché, al momento della messa in orbita, fu possibile inviare tramite esso un segnale di inizio ai 19 esperimenti dotati di sistemi elettrici. Si attivò inoltre il Experiment Initiate System (EIS) che restituì segnali di avvenuta inizializzazione anche visivi. Sei di questi poterono essere visti dall'equipaggio che aveva effettuato la messa in orbita.

## Esperimenti

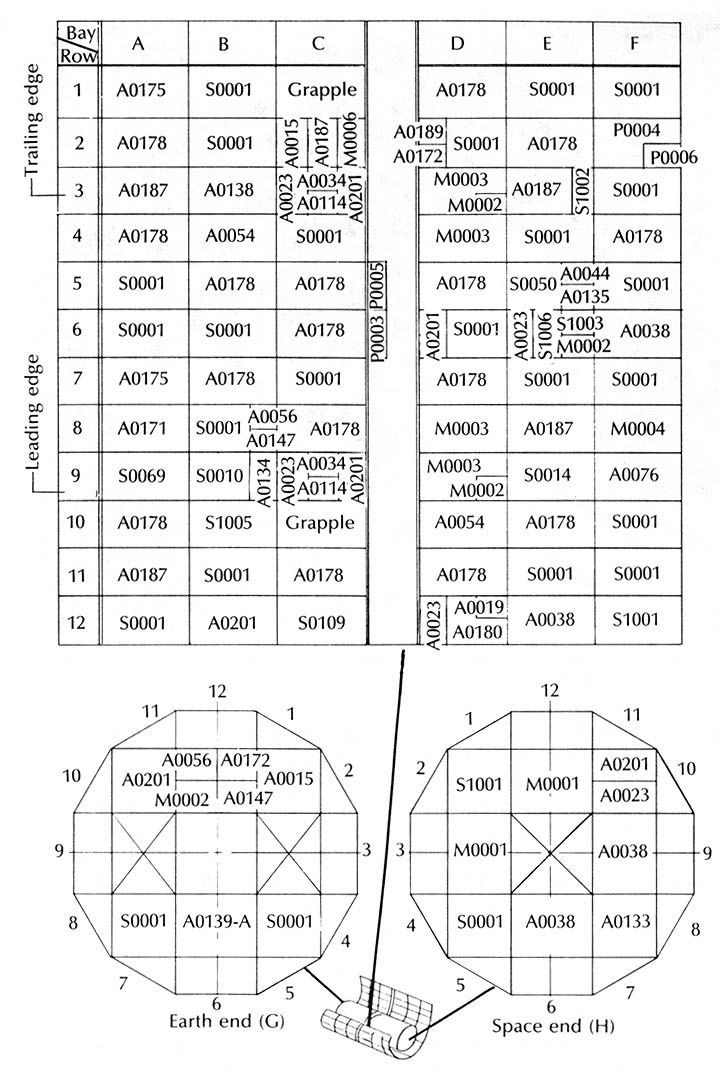
Uno schema del posizionamento dei vari esperimenti nel satellite LDEF.

Il satellite LDEF era stato progettato per raccogliere informazioni fondamentali allo sviluppo di future stazioni spaziali e altri veicoli, in special modo circa la reazione dei vari materiali di costruzione alla collisione con vari meteoroidi spaziali.
In totale, facevano parte della missione del LDEF (e furono in effetti portati avanti) ben cinquantasette esperimenti scientifici e tecnologici sviluppati da enti governativi e università statunitensi, canadesi, danesi, francesi, tedeschi, irlandesi, olandesi, svizzeri e inglesi (furono coinvolte trentatré aziende private, ventuno università, sette centri NASA e nove laboratori del dipartimento della difesa statunitense).
Era dunque previsto di portare avanti studi degli effetti dell'ambiente spaziale su:
- materiali, rivestimenti e sistemi termici,
- propulsione e potenza dei veicoli spaziali,
- fibre ottiche e cristalli puri utilizzati nei componenti elettronici,
- sopravvivenza di semi di pomodoro e spore batteriche (esaminati in un regime di bassa gravità).[3][10]

Alcuni di questi esperimenti erano dotati di una copertura progettata per aprirsi dopo la messa in orbita e chiudersi dopo circa un anno, uno di questi era ad esempio l'esperimento Space Environment Effects (M0006).
A bordo non erano presenti strumenti telemetrici ma alcuni degli esperimenti attivi registravano dati grazie a un registratore a nastro magnetico alimentato da un accumulatore agli ioni di litio, come ad esempio gli esperimenti Advanced Photovoltaic Experiment (S0014) (che registrava dati una volta al giorno) e Space Environment Effects on Fiber Optics Systems (M004).
Sei dei sette esperimenti attivi che necessitavano di registrare dati utilizzavano uno o due moduli Experiment Power and Data System (EPDS). Ogni modulo EPDS conteneva un modulo di processo e controllo, un registratore a nastro magnetico e due batterie agli ioni di litio. L'altro esperimento (S0069) utilizzava invece un modulo con nastro magnetico a quattro tracce non facente parte dei moduli EPDS.
Almeno uno degli esperimenti a bordo, il Thermal Control Surfaces Experiment (TCSE), utilizzava il microprocessore RCA 1802.
Oltre alla sopraccitata missione principale del LDEF, durante la sua permanenza in orbita il satellite raccolse anche materiale interstellare volto a favorire lo studio e la comprensione della formazione della Via Lattea e degli elementi pesanti.

## Risultati sperimentali

### EXOSTACK
Nell'esperimento tedesco chiamato EXOSTACK, il 30% delle spore di Bacillus subtilis incluse in cristalli di sale sopravvisse ai quasi sei anni di esposizione all'ambiente spaziale; tale percentuale salì all'80% nel caso delle spore poste in presenza di glucosio, il quale stabilizzava la struttura delle macromolecole cellulari, specialmente durante la disidratazione indotta dal vuoto.
Se schermate dai raggi ultravioletti solari, le spore di B. subtilis erano capaci di sopravvivere più di sei anni nello spazio, specialmente se incluse in argilla o polvere meteoritica. I dati raccolti supportarono quindi le teorie che ipotizzavano la possibilità di un trasferimento di microorganismi da meteoriti alla Terra, nella cosiddetta ipotesi della panspermia.

### SEEDS
L'esperimento Space Exposed Experiment Developed for Students (SEEDS) diede ad alcuni studenti l'opportunità di coltivare e controllare la crescita di semi di pomodoro che erano stati esposti, a bordo del LDEF, all'ambiente spaziale. Furono così fatti volare ben 12,5 milioni di semi che furono poi destinati a studenti delle scuole elementari, medie e superiori, i quali restituirono alla NASA 8.000 rapporti sulla coltivazione e sulla crescita dei semi. I risultati furono che i semi che erano stati nello spazio erano germogliati prima rispetto ai comuni "semi terrestri" e risultavano anche più porosi. Sul Los Angeles Times apparve quindi un articolo in cui si sosteneva che l'esposizione ad un ambiente spaziale poteva portare a mutazioni genetiche tali da rendere i frutti velenosi, sollevando così molta preoccupazione ed attenzione sui risultati dell'esperimento nonché molte polemiche riguardo l'infondatezza dell'articolo stesso.

## Recupero

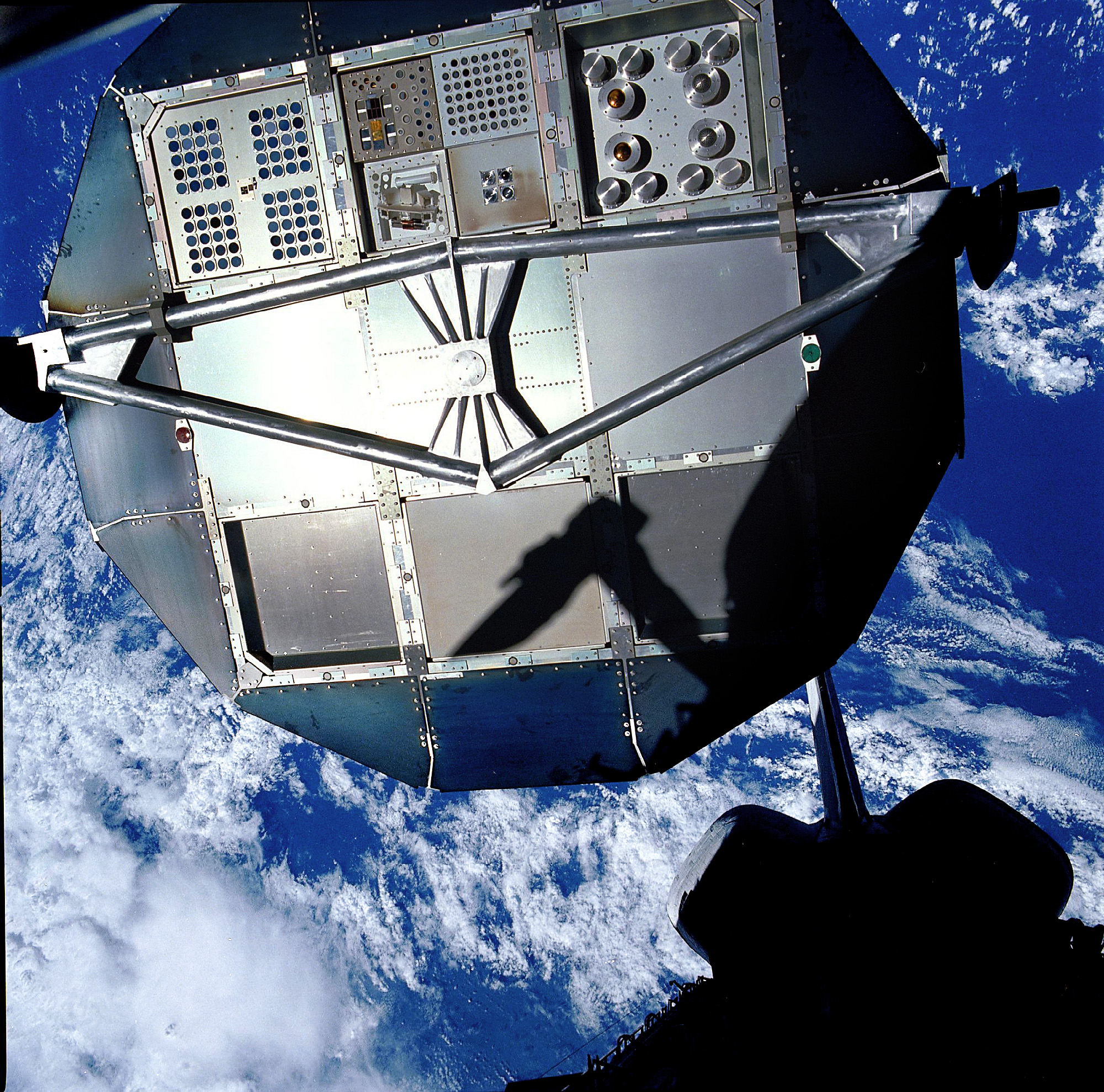
Il LDEF dopo il recupero.

Al momento del lancio del LDEF, la data prevista per il suo rientro era il 19 marzo 1985, circa undici mesi dopo la messa in orbita. Il recupero fu però posticipato dapprima al 1986 e poi, dopo il disastro dello Space Shuttle Challenger, avvenuto il 28 gennaio 1986, a data da destinarsi. Si decise infine di recuperarlo dopo 5,7 anni dalla messa in orbita, quando la sua altitudine era diminuita a circa 325 km e quando mancava poco più di un mese ad un suo rientro nell'atmosfera che si sarebbe tradotto in una totale disintegrazione del satellite.
Dopo aver completato 32.422 orbite e percorso quasi un miliardo e mezzo di chilometri, il satellite fu recuperato il 12 gennaio 1990 dallo Space Shuttle Columbia nel corso della missione STS-32. Il Columbia si avvicinò al LDEF in modo tale da ridurre il più possibile la contaminazione del satellite da parte dei propulsori esausti. Mentre il LDEF era ancora attaccato al braccio RMS, una ricognizione di 4 ore e mezza fotografò ogni singolo sito di esperimento, comprese le aree le più larghe. Tuttavia, le operazioni della navetta contaminarono gli esperimenti nel momento in cui le preoccupazioni per la sicurezza umana superarono l'importanza degli obbiettivi della missione del LDEF.
Il Columbia atterrò alla base aerea Edwards il 20 gennaio 1990 e, con il satellite LDEF ancora nella stiva, fu portato al Kennedy Space Center il 26 gennaio grazie ad uno degli Shuttle Carrier Aircraft.
Fra il 30 e il 31 gennaio, il LDEF fu rimosso dal Columbia all'interno dell'Orbiter Processing Facility, posto in un apposito contenitore e trasportato, grazie all'apposito sistema di trasporto chiamato "LDEF Assembly and Transportation System" fino ad una struttura attrezzata, la Spacecraft Assembly and Encapsulation Facility — 2, dove il team del progetto LDEF provvide al recupero dei vari esperimenti.